# Alcimus nigrescens
Alcimus nigrescens är en tvåvingeart som först beskrevs av Ricardo 1922.  Alcimus nigrescens ingår i släktet Alcimus och familjen rovflugor.
Artens utbredningsområde är Malawi. Inga underarter finns listade i Catalogue of Life.